# Isabelle Schmidt
Isabelle Schmidt (* 1972) ist eine deutsche Schauspielerin, Voice-over- und Synchronsprecherin.

## Leben und Werk
Isabelle Schmidt besuchte nach Beendigung der Schulzeit die Hochschule für Musik, Theater und Medien Hannover. Im Anschluss spielte sie am Staatstheater Hannover und ging dann an die Vereinigten Bühnen Graz. Dort arbeitete sie unter anderem mit den Regisseuren Wolfram Apprich, Andreas von Studnitz und Christoph Schlingensief. Für den Münchner Tatort Wenn Frauen Austern essen (2003) stand sie unter der Regie von Klaus Emmerich vor der Kamera und spielte die Rolle der Sterneköchin Leni Silbernagel. Es folgte ein weiteres Engagement für die Tatort-Reihe, dieses Mal für den Münsteraner Tatort Eine Leiche zu viel (2004). In der ZDF-Kriminalserie SOKO Wismar (2005) verkörperte Schmidt in der zweiten Staffel Krista Koop. 2007 wirkte sie in der Liebeskomödie Märzmelodie (2008) mit.
Seit den frühen 2000er Jahren ist Schmidt als Synchronsprecherin tätig. In Two and a Half Men übernahm sie den Sprechpart von April Bowlby (als Kandi), in den RTL-II-Serien Digimon Frontier und Blue Dragon synchronisierte sie Tommy Hyomi respektive Bouquet. Carly Pope wurde von Schmidt in 24 (als Samantha „Sam“ Roth) gesprochen. Der britischen Reality-TV-Teilnehmerin Vicky Pattison lieh sie ihre Stimme in Geordie Shore. 2015 wurde Elizabeth Banks von ihr im Revival von Wet Hot American Summer vertont.

## Filmografie
- 2003: Tatort – Wenn Frauen Austern essen, Regie: Klaus Emmerich
- 2004: Tatort – Eine Leiche zu viel, Regie: Kaspar Heidelbach
- 2004: Sex & mehr, Regie: Peter Gersina
- 2005: SOKO Wismar, Regie: Axel Bock (Fernsehserie, eine Folge)
- 2008: Märzmelodie, Regie: Martin Walz

## Sprechrollen (Auswahl)

### Filme
- 2004: Dragon Ball Z – The Movie: Angriff der Bio-Kämpfer für Tomiko Suzuki (als Nine)
- 2007: Auf Anfang für Rebekka Karijord (als Johanne)
- 2007: Saw III für Debra McCabe (als Danica Scott)
- 2007: Stay Alive – Stirbst du im Spiel, bist du tot! für Sophia Bush (als October)
- 2007: Barbie – Fairytopia: Die Magie des Regenbogens für Lalainia Lindbjerg (als Glee)
- 2009: 24: Redemption für Carly Pope (als Samantha Roth)
- 2009: Bedingungslos für Josephine Raahauge (als Monica Castlund)
- 2009: Cherrybomb für Niamh Quinn (als Donna)
- 2009: Enter the Void für Paz de la Huerta (als Linda)
- 2009: Bride Wars – Beste Feindinnen für Casey Wilson (als Stacy)
- 2009: My Little Pony – Der Stern der Wünsche für Anna Cummer (als Rainbow Dash)
- 2010: Old Dogs – Daddy oder Deal für Laura Allen (als Kelly)
- 2010: Romero’s Staunton Hill für Cristen Coppen (als Jordan)
- 2010: The Graves für Patti Tindall (als Becka Crane)
- 2010: The Runaways für Scout Taylor-Compton (als Lita Ford)
- 2010: Detektiv Conan: Der nachtschwarze Jäger für Hiromi Tsuru (als Ayami Ogino)
- 2011: Kusswechsel 2 – Gegensätze ziehen sich aus für Laura Barriales (als Ramona)
- 2011: The Guard – Ein Ire sieht schwarz für Dominique McElligott (als Aoife O’Carroll)
- 2011: Turn the Beat Around für Natalli Reznik (als Nina)
- 2011: Eden of the East: Das verlorene Paradies für Sakiko Tamagawa (als Akane)
- 2012: Cold Blood – Kein Ausweg. Keine Gnade. für Kate Mara (als Hanna Becker)
- 2012: Dylan Dog: Dead of Night für Laura Spencer]] (als Zoe)
- 2012: Red Nights für Carole Brana (als Sandrine Lado)
- 2013: Taffe Mädels für Miriam Tolan (als Pathologin)
- 2014: Melodys Baby für Laure Roldan (als Marion)
- 2015: Wet Hot American Summer für Elizabeth Banks (als Lindsay)
- 2015: The World of Kanako für Asuka Kurosawa (als Kiriko Fujishima)
- 2019: Yesterday für Sophia Di Martino (als Carol)
- 2020: Emma für Gemma Whelan (als Mrs. Weston)
- 2020: Die Oktonauten und das Great Barrier Reef für Teresa Gallagher (als Dana)
- 2020: Die Oktonauten und die Sac-Actun-Höhle für Teresa Gallagher (als Dana)
- 2021: Batman: The Long Halloween, Teil 1 für Amy Landecker (als Barbara Gordon)
- 2021: Die Oktonauten und der Feuerring für Teresa Gallagher (als Dana)
- 2023: The Creator für Veronica Ngo (als Kami)

### Serien
- 2002, 2004: Detektiv Conan für Yukiko Iwai (als Aoko Nakamori (1x78), Kanami Kaneda (3x47))
- 2003: Kirby für Madoka Akita (als Honey)
- 2004: Digimon Frontier für Kumiko Watanabe (als Tommy Hyomi)
- 2004, 2006, 2014–2016: Winx Club für Lisa Ortiz und Holly G. Frankel (als Mitzi (1x01, 1x13, 1x18) und Lockette)
- 2005: Pretty Cure für Mayumi Iizuka (als Yuka Odajima [2. Stimme])
- 2006: Welcome, Mrs. President für Donzaleigh Abernathy (als Patricia)
- 2006: Dragon Ball GT für Yuuko Minaguchi (als Videl [Synchro 2006])
- 2006–2008, 2013, 2015: Two and a Half Men für April Bowlby (als Kandi)
- 2007: Eureka Seven für Ami Koshimizu (als Anemone)
- 2007, 2009: Desperate Housewives für Christine Clayburg (als TV-Nachrichtensprecherin)
- 2008: The West Wing – Im Zentrum der Macht für Suzy Nakamura, Kimberlee Peterson und Miriam Shor (als Cathy, Lauren Shelby (4x16–17, 4x21) und Christine (6x14) [Synchro:2008–2011])
- 2008: Blue Dragon für Saki Nakajima (als Bouquet)
- 2008: Perfect Girl für Erika (als Roxanne)
- 2008: Romeo × Juliet für Miyu Matsuki (als Cordelia)
- 2009: 24 für Carly Pope (als Samantha Roth)
- 2009: Dexter für Jane McLean (als Tammy)
- 2009: Ikki Tousen: Great Guardians für Ayumi Fujimura (als Shifu Choushou)
- 2010: Good Wife für Emily Bergl (als Bree)
- 2010: Emily Erdbeer – Neues aus Bitzibeerchenhausen für unbekannt (als Himbeertörtchen)
- 2011: Desperate Housewives für Brittany Ishibashi (als Mimi)
- 2011–2022: Die Oktonauten für Teresa Gallagher (als Dana)
- 2011, 2013: Private Practice für Mei Melançon und Chryssie Whitehead (als Elena Stone (4x04), Dana Nelson (6x04–05, 6x07, 6x09))
- 2012: Being Human für Sarah Allen (als Rebecca Flynt)
- 2012: Dein Wille geschehe für Laetitia Dosch (als Daphne)
- 2012: Ringer für Dasha Flynn (als Oksana)
- 2012: Dexter für Jordana Spiro (als Beth Dorsey)
- 2012–2014: Geordie Shore für unbekannt (als Vicky Pattinson)
- 2013: Body of Proof für Marisa Ramirez (als Riley Dunn)
- 2013: Emily Owens für Brittany Ishibashi (als Dr. Kelly Hamata)
- 2013: Grey’s Anatomy für Laila Ayad (als Laura Morgan)
- 2013–2015: Nashville für Kourtney Hansen (als Emily)
- 2014: Wilfred für Kristen Schaal (als Anne (3x05, 3x11, 3x13))
- 2014: Witches of East End für Kaitlin Doubleday (als Elyse)
- 2015: The Royals für Miranda Hennessy (als Fiona Templeton)
- 2015: Wet Hot American Summer: First Day of Camp für Elizabeth Banks (als Lindsay)
- 2015: Zoo für Natalie Mejer (als Nathalie (1x11))
- 2015:  Mr. Robot für Grace Gummer (als Dominique Di Pierro)
- 2017: Catfish – Verliebte im Netz für Kamie Crawford
- 2020: Hawaii Five-0 für Andrea Bogart (als Cynthia Dean)
- 2020: Die Zauberer: Geschichten aus Arcadia für Stephanie Beatriz (als Callista)
- 2021: Navy CIS: L.A. für Hina Khan (als Monica Kendricks)
- 2021: Navy CIS für Amrapali Ambegaokar (als July Wunderman)
- 2023: Star Trek: Picard für Mica Burton (als Alandra La Forge)
- 2023: Navy CIS: Hawaiʻi für Catherine Kresge (als Allie Acosta)
- seit 2024: Jurassic World: Die Chaostheorie für Carmen Moore (als Ronnie)